# اللغة العربية في الدولة العثمانية
على الرغم من اتخاذ الدولة العثمانية اللغة التركية لغة رسمية لها فإنها لم تسع إلى تغيير البنية اللغوية في الولايات التابعة لها.
فالعثمانيون رغم استعمالهم اللغة العثمانية في مؤسسات الدولة فإنهم لم يدرسوا هذه اللغة للشعب في أي مؤسسة من المؤسسات. 
كانت اللغة العربية هي السائدة في جميع المدارس والجامعات العثمانية. 
في حين استخدمت اللغة العثمانية في الأعمال الحكومية فقط.

## الكتب المقررة
في وثيقة عثمانية مؤرّخة بعام 973هـ 1565م برقم ( 2803 – E ) في أرشيف طوبقبو سراي بإسطنبول، نجد قائمة بالكتب الموزّعة على المدرسين في المدارس العثمانية، وبيانها كالتالي :
- في التفسير : كتاب الكشاف للزمخشري، وتفسير القاضي البيضاوي، وتفسير القرطبي، وتفسير الكاشاني، وتفسير الأصفهاني، وسعد الدين وقطب الدين،
- وفي الفقه واللغة : الهداية للميرغناني، والنهاية، وغاية البيان، وفتاوى قاضي خان، والبزودي، وشرح النووي على صحيح مسلم. وهي كلها باللغة العربية.[5]

## التخطيط لجعل اللغة العربية لغة رسمية
عندما أعلن السلطان سليم الأول نفسه خليفة للمسلمين فكر في جعل اللغة العربية لغة رسمية في الدولة العثمانية لكن مستشاريه نصحوه بعدم فعل ذلك لصعوبة تطبيقه في ذلك الوقت.